# Кіктенко Віктор Олексійович
Кіктенко Віктор Олексійович (* 28 жовтня 1971, Суми, Українська РСР, СРСР) — український китаєзнавець, доктор філософських наук, в.о. директора Інституту сходознавства ім. А. Ю. Кримського НАН України, завідувач відділу Азіатсько-Тихоокеанського регіону Інституту сходознавства ім. А. Ю. Кримського НАН України, президент Української асоціації китаєзнавців, член Наукового комітету підтримки китайської культури з перекладу та навчання (Дослідницький центр китайського перекладу та досліджень у світі, Пекінський університет мови та культури [Архівовано 13 квітня 2020 у Wayback Machine.]), член Європейської асоціації китаєзнавства, член VI Ради Міжнародної конфуціанської асоціації (Пекін, КНР), науковий редактор журналу «Китаєзнавчі дослідження [Архівовано 26 жовтня 2020 у Wayback Machine.]», співзасновник та головний редактор журналу «Україна — Китай [Архівовано 26 березня 2020 у Wayback Machine.]».
Автор монографій «Нарис з історії українського китаєзнавства. XVIII — перша половина XX ст.: дослідження, матеріали, документи» (2002), «Историко-философская концепция Джозефа Нидэма: китайская наука и цивилизация (философский анализ теоретических подходов)» (2009), «Історія українського китаєзнавства (XVIII — початок XXI століття)» (2018) та понад 120 наукових праць.
Учасник вітчизняних та міжнародних конференцій, представник від України на Другому форумі міжнародного співробітництва «Один пояс, один шлях» (Пекін, 2019).

## Освіта
1991 — 1995: факультет історії Сумського державного педагогічного інституту ім. А. С. Макаренка
1995 — 1998: аспірантура Інституту сходознавства ім. А. Ю. Кримського НАН України (спеціальність «всесвітня історія»)

## Професійна діяльність
| Науково-дослідна                      | Науково-дослідна                                                                                                |
| ------------------------------------- | --- |
| 1998 — 1999                           | молодший науковий співробітник Інституту сходознавства ім. А. Ю. Кримського НАН України                         |
| 1999 — 2002                           | науковий співробітник Інституту сходознавства ім. А. Ю. Кримського НАН України                                  |
| 2002 — 2006                           | старший науковий співробітник Інституту сходознавства ім. А. Ю. Кримського НАН України                          |
| 2006 — дотепер                        | завідувач відділу Далекого Сходу (нині — АТР)Інституту сходознавства ім. А. Ю. Кримського НАН України           |
| 2021 — дотепер                        | в.о. директора Інституту сходознавства ім. А. Ю. Кримського НАН України                                         |
| Викладацька                           | |
| 1998 — 1999                           | викладач Інституту «Схід — Захід» Київського державного лінгвістичного університету                             |
| 1998 — 2000                           | викладач Міжнародного Соломоніва університету (Київ)                                                            |
| 1999 — 2000                           | викладач Інституту східної лінгвістики та права (Київ)                                                          |
| Досвід роботи за кордоном             | |
| 2006 — 2007                           | запрошений асистент професора Інституту досліджень Росії Національного політичного університету (Тайбей)        |
| 2010 — 2012                           | запрошений асистент професора Інституту досліджень Східної Азії Національного політичного університету (Тайбей) |
| Досвід науково-редакційної діяльності | |
| 1998 — 1999                           | секретар наукового семінару Інституту сходознавства ім. А. Ю. Кримського НАН України                            |
| 1998 — 2000                           | відповідальний секретар наукового збірника «Сходознавство»                                                      |
| 1999 — дотепер                        | головний редактор журнал «Україна — Китай»                                                                      |
| 2005 — 2010                           | відповідальний секретар наукового збірника «Китайська цивілізація: традиції та сучасність»                      |
| 2011 — 2012                           | відповідальний секретар журналу «Китаєзнавчі дослідження»                                                       |
| 2012 — 2019                           | головний редактор журналу «Китаєзнавчі дослідження»                                                             |
| 2019 — дотепер                        | науковий редактор журналу «Китаєзнавчі дослідження»                                                             |
| Крім того                             | |
| 2001 — 2006                           | директор ТОВ «Український центр розвитку зв'язків з Китаєм»                                                     |
| 2004 — 2007                           | вчений секретар та член правління ГО «Українська асоціація китаєзнавців»                                        |
| 2007 — дотепер                        | президент ГО «Українська асоціація китаєзнавців»                                                                |
| 2015 — 2016                           | директор Центру сучасного Китаю «Тянься лінк»                                                                   |

## Вчені ступені та звання
1999
кандидат історичних наук, ВАК України, протокол № 21-06/7, ДК№ 003595, тема дисертації: «Становлення українського китаєзнавства. XVIII — 41 р. XX ст.», спеціальність 07.00.02 — всесвітня історія, Інститут сходознавства ім. А. Ю. Кримського НАН України
2003
старший науковий співробітник, ВАК України, протокол № 17-11/10, АС№ 003437
2013 
доктор філософських наук, ДАК України, протокол від 21.11.2013, ДД № 002688, тема дисертації: «„Школа Джозефа Нідема“: філософія і методологія досліджень китайської науки і цивілізації», спеціальність 09.00.05 — історія філософії, Інститут філософії імені Г. С. Сковороди Національної академії наук України

## Нагороди
1999 — лауреат стипендії для молодих учених Президії НАН України
2013 — лауреат премії імені А. Ю. Кримського, Національна академія наук України
2017 — спеціальна книжкова премія Китайської Народної Республіки
2018 — відзнака Національної академії наук України «За професійні здобутки»

## Основні напрями дослідницької роботи
- джерелознавча база українського китаєзнавства[6]
- історико-філософська концепція Дж. Нідема
- філософські основи традиційної китайської науки

## Наукові праці

### Монографії
- Кіктенко В. О. Нарис з історії українського китаєзнавства. XVIII — перша половина XX ст.: дослідження, матеріали, документи. — Київ, 2002. — 194 с. [Архівовано 6 квітня 2020 у Wayback Machine.]
- Киктенко В. А. Историко-философская концепция Джозефа Нидэма: китайская наука и цивилизация (философский анализ теоретических подходов). — М.: ИИЕТ РАН, 2009. — 530 с. : ил. — Библиогр.: с. 394—426 [Архівовано 6 квітня 2020 у Wayback Machine.]
- Кіктенко В. О. Китай у сучасному світі: мирне піднесення, відродження нації та «м'яка сила» // Китай очима Азії. Колективна монографія / Інститут сходознавства ім. А. Ю. Кримського НАН України; Українська асоціація китаєзнавців. — Київ, 2017. — С. 11-99. [Архівовано 6 квітня 2020 у Wayback Machine.]
- Кіктенко В. О. Історія українського китаєзнавства (XVIII — початок XXI століття). — Київ, 2018. — 388 с.
- Кіктенко В. О. «Школа Джозефа Нідема»: дискусії навколо китайської науки та цивілізації. — Київ : Видавничий дім «Гельветика», 2020. — 412 с.
- Кіктенко В. О. Історія українського китаєзнавства (XVIII – початок XXI століття) / 2-е вид., виправл. та доповн. – Київ: Видавничий дім «Гельветика», 2021. – 484 с.
- Кіктенко В. О. Ідеологія Комуністичної партії Китаю в Період політики реформ і відкритості // Модерні ідеології Азії : монографія. – Київ : Видавничий дім «Гельветика», 2021. – С. 47–124.

### Статті
- Кіктенко В. О. Борис Курц і становлення української синології // Сходознавство. — 1997. — № 1. — С. 57–84.
- Кіктенко В. О. Українці на чолі Пекінської духовної місії: до початків вивчення Китаю в Російській імперії // Сходознавство. — 1998. — № 2. — С. 78–91.
- Кіктенко В. О. Невідоме джерело для дослідження китаєзнавчої спадщини архімандрита Софронія [Грибовського] // Сходознавство. — 1998. — № 3. — С. 146—155.
- Кіктенко В. О. Китаєзнавчі студії в Україні на початку XX ст.: становлення київської школи практичного китаєзнавства (1913—1918) // Сходознавство. — 1999. — № 6. — С. 9–25.
- Кіктенко В. О. Становлення українського китаєзнавства (XVIII ст. — 41 р. XX ст.): Автореф. дис… канд. іст. наук: 07.00.02 / НАН України. Ін-т сходознавства ім. А. Кримського. — К., 1999. — 19 с.
- Кіктенко В. О. До визначення категорії первісної сутності Піднебесної // Східний світ. № 8, том 6, 2 (96), Київ–1999.– С. 45-58.
- Кіктенко В. О. Дослідження Китаю в Україні у ХІХ — на початку XX століття (науково-освітній період і проекти інституалізації китаєзнавства в Україні) // Сходознавство. — 2000. — № 9-10. — С. 133—154.
- Кіктенко В. О.  Джерела з історії Російської духовної місії в Пекіні у фондах Інституту рукопису НБУ ім. В. І. Вернадського НАН України // Східний світ. — 2001. — № 2. — С. 84-91.
- Кіктенко В. О. Семантичне визначення суб'єкту висловлювання на підставі текстологічного аналізу «Дао де цзін» // Східний світ. — 2003. — № 2. –  С. 22 — 30.
- Кіктенко В. О. Кримінальна справа Бориса Григоровича Курца // Східний світ. — 2003. — № 2. — С. 134—138.
- Кіктенко В. О. ІІ Міжнародна науково-практична конференція «Україна–Китай: стратегічне партнерство Європи та Азії» // Східний світ. — 2003. — № 2. — С. 164—165.
- Кіктенко В. О. Наукова біографія Джозефа Нідема: шлях від біохімії до синології // Сходознавство. — 2003. — № 21–22. — С. 51–66.
- Кіктенко В. О. Історико-філософська концепція Дж. Нідема розвитку наукової думки в Китаї // Перспективи. — 2003. — № 2-3 (22-23). — С. 91-96.
- Кіктенко В. О. Аналіз нідемовського визначення даоської концепції дао // Мультиверсум. Філософський альманах: Зб. наук. праць. — Вип. 42. — К.: Український центр духовної культури, 2004. — С. 48–60.
- Кіктенко В. О. Джозеф Нідем про філософію раннього конфуціанства // Вісник Харківського національного університету ім. В. Н. Каразіна. — 2004. — № 615. — С. 54–60.
- Кіктенко В. О. Джозеф Нідем про основні філософські школи традиційного Китаю // Мультиверсум. Філософський альманах: Зб. наук. праць. — Вип. 39. — К.: Український центр духовної культури, 2004. — С. 35–46.
- Кіктенко В. О. Історіографічний огляд критики концепції розвитку науки і цивілізації в Китаї Дж. Нідема // Східний світ. — 2004. — № 1. — С. 5–19.
- Кіктенко В. О. Компаративний та наукознавчий аналіз Дж. Нідема даоської концепції дао // Сходознавство. — 2004. — № 25–26. — С. 44–56.
- Киктенко В. А. Науковедческая концепция Дж. Нидэма в работах Е. А. Торчинова // Первые Торчиновские чтения. Религиоведение и востоковедение: Материалы научной конференции. С.-Петербург, 20-21 февраля 2004 г. / Сост. и отв. ред. С. В. Пахомов. — СПб.: Издательство С.-Петербургского ун-та, 2004. — С. 86–90.
- Кіктенко В. О. Філософія раннього конфуціанства у відношенні до історії наукової думки в давньому Китаї в аналізі Джозефа Нідема // Проблеми освіти: Наук.-метод., зб. — К.: Наук.-метод. центр вищої освіти, 2004. — Вип.. 38. — 239—251.
- Кіктенко В. О. Філософська і наукова думка традиційного Китаю в дослідженні Дж. Нідема // Дослідження цивілізацій Сходу та Заходу: історія, філософія, філологія. Збірник статей. — Київ, 2004. — С. 123—138.
- Кіктенко В. О. Визначення Дж. Нідемом місця даоської філософії в структурі наукових знань давнього Китаю // Перспективи. — 2004. — 2-3 (26-27). — С. 12-20.
- Кіктенко В. О. Історіографічний огляд дослідження Дж. Нідема даоської філософії в структурі наукових знань давнього Китаю // Східний світ. — 2004. — № 4. — С. 43-58.
- Киктенко В. А. Научная биография Джозэфа Нидэма: путь от биохимии к синологии // Восток–Запад. Историко-литературный альманах: 2003—2004. К 85-летию С. Л. Тихвинского / Под ред. акад. В. С. Мясникова. –  М.: Восточная литература, 2005. — С. 289—298.
- Кіктенко В. О. Даоська причинність та телеологія: Нідем, Гегель, Уайтхед та комбінаторна логіка // Східний світ. — 2005. — № 1. — С. 142—150.
- Кіктенко В. О. Дж. Нідем про формування наукової логіки в давньокитайських філософських школах мін-цзя й мо-цзя // Східний світ. — 2005. — № 2. — С. 142—150.
- Кіктенко В. О. Суспільно-політичні погляди даосів у дослідницькому проекті Дж. Нідема «Наука і цивілізація в Китаї» // Вісник Київського національного університету імені Тараса Шевченка. Історія. — 2005. — Вип. 80-81. — С. 19-22.
- Кіктенко В. О. Окремі теоретичні аспекти визначення феномену модернізації китайського суспільства // Сходознавство. — 2005. — № 29-30. — С. 74-82.
- Кіктенко В. О. Огляд розвитку китаєзнавства у Великобританії // Східний світ. — 2005. –  № 4. — С. 30-40.
- Кіктенко В. О. Юридичні закони та закони природи: Дж. Нідем про філософію легістів // Китайська цивілізація: традиції та сучасність. Збірник статей. — Київ, 2005. — С. 22-30.
- Кіктенко В. О.  Даоська причинність та телеологія: Нідем, Гегель, Уайтхед та комбінаторна логіка // Вісник Київського національного університету імені Тараса Шевченка. Філософія. — 2006. — № 76-79.  - С. 190—194.
- Кіктенко В. О. Історіографічний огляд наукових праць Дж. Нідема// Східний світ. — 2006. — № 1. — С. 77–91.
- Кіктенко В. О. Методологічні основи організмічної філософії Дж. Нідема // Перспективи. — 2006. — № 4 (36). — C. 52–58.
- Кіктенко В. О. Наукова біографія Джозефа Нідема: філософія, наука, компаративістика // Філософська думка. — 2006. — № 1. — С. 40-55.
- Кіктенко В. О. Нова компаративна історія науки: Цянь Веньюань проти Джозефа Нідема // Перспективи. — 2006. — № 3(35). — С. 41–47.
- Киктенко В. А. Демократические преобразования в независимой Украине // International Conference «Challenges and Perspectives of the Democratic Development in CIS States». 19/05/2007. — Taipei (Taiwan). — P. 6-16.
- Кіктенко В. О. Концепція історії науки Джозефа Нідема в працях китайських вчених // Китайська цивілізація: традиції та сучасність. Збірник статей. — Київ, 2007. — С. 26-42.
- Кіктенко В. О. «Міжнародна конференція „Тайбейсько-Московський форум 2006“: „Стратегічне значення зміни ситуації в Північно-Східній Азії для країн СНД і Тайваню“» // Східний світ. — 2007. — № 1. — С. 127—130.
- Киктенко В. А. Начало научного изучения Китая в Украине в XIX начале XX веков // Образование и наука на пути XX в XXI век. Ч.1. — Алматы, 2007. — С.83-106.
- Кіктенко В. О. Новий гуманізм Дж. Нідема в концепції історії наукової думки // Перспективи. — 2007. — № 1(37). — С. 62-69.
- Киктенко В. А. Формирование компаративного метода и история науки традиционного Китая Джозефа Нидэма // Мировые цивилизации и Казахстан. — Алматы, 2007.  – С. 287—296.
- [Kiktenko V. O.] 基客倩軻. 2007年烏克蘭政治危機: 歷史, 政治與公眾觀點 // 國際關係學報. — 2007. — № 24. — P. 157—164.
- [Киктенко В. А., Вэй Байгу] 基可倩軻，魏白谷. 台灣與烏克蘭關係: 兩造觀點彙述 / [В. А. Киктенко, Вэй Байгу] 基客倩軻, 魏百谷 // 俄羅斯學校. — 第八期. 2007年12月. — 頁 87–113.
- Кіктенко В. О. Компаративна історія науки Дж. Нідема в загальній типології досліджень східно-азіатської науки // Мультіверсум. — 2007. — № 63. — С. 44-55.
- Кіктенко В. О. Аналіз реконструкції Дж. Нідемом історії природничих наук у Китаї // Східний світ. — 2008. — № 2. — С. 83-97.
- Кіктенко В. О. Аналіз реконструкції Дж. Нідемом історії природничих наук у Китаї // Східний світ. — 2008. — № 1. — С. 95-111.
- Кіктенко В. О. Дж. Нідем про метафізичний та ідеалістичний аспекти формування науки в стародавньому й імператорському Китаї // Вісник Державної академії керівних кадрів культури і мистецтв: Наук. журнал. — К.: Міленіум, 2008.  – № 2. — С. 21–27.
- Кіктенко В. О. Математика та астрономія в традиційному Китаї: історико-філософський аналіз Дж. Нідема // Культура і сучасність: Альманах. — К.: Міленіум, 2008. — № 1. — С. 26–33.
- Кіктенко В. О. Постнідемовський розвиток історії науки й цивілізації Китаю // Філософські обрії. — 2008. — № 19. — С. 57–73.
- Киктенко В. А. Синологическая критика реконструкции Дж. Нидэма истории науки и цивилизации в Китае // Вестник Русской христианской гуманитарной академии. — 2008. — Том 9. — Выпуск 1. — С. 64–78.
- Кіктенко В. О. Соціологічний аспект в організмічній філософії Джозефа Нідема // Мультиверсум. Філософський альманах: Зб. наук. праць. — 2008. — № 68. — С. 64–67.
- Кіктенко В. О. Теоретичні висновки й підсумки проекту «Наука й цивілізація в Китаї» // Східний світ. — 2008. — № 3. — С. 157—166.
- Кіктенко В. О. Україна–Китай: історичні та кроскультурні контакти // Україна–Китай: діалог та взаємозбагачення культур: Зб. матеріалів Міжнар. наук.-практ. конф. — К.: ДАКККІМ, 2008. — С. 9-22.
- Кіктенко В. О. Філософські й теоретичні висновки проекту «Наука й цивілізація в Китаї» // Мультиверсум. Філософський альманах: Зб. наук. праць. — К.: Український центр духовної культури, 2008. — № 72. — С. 120—135.
- Кіктенко В. О. Філософські та методологічні положення концепції історії науки Дж. Нідема // Актуальні проблеми історії, теорії та практики художньої культури: Зб. Наук. Праць. Випуск XX. — К.: Міленіум, 2008. — С. 54–63.
- Kiktenko, Victor. Brief History of Ukrainian Sinology. 18–1st Half of 20 Cent. // 俄羅斯學校. — 第八期. 2008年6月. — 頁 189—195.
- Киктенко В. А. Китайская логика: историография, методология, типология // China, Korea, Japan: Methodology and Practice of Culture Interpretation. Proceedings of The First International Conference. — Kyiv-Seoul, 2009. — P. 81-89.
- Киктенко В. Новая методология истории науки как продолжение полемики с Дж. Нидэмом // Китайська цивілізація: традиції та сучасність. Збірник статей. — Київ, 2009. — C. 66–76.
- Kiktenko, Viktor. The Role of the Ukrainian People in Creation of the Russian Orthodox Mission in Peking // The 5th International and the 10th National Conference in Ch'ing Dynasty Studies. Cultural Transgression. 6-7 June 2009. Vol. 2. — Kaohsiung, 2009. — pp. 35–63.
- Кіктенко В. О. Огляд гіпотез походження китайської цивілізації // Орієнтальні студії в Україні. До ювілею Л. В. Матвєєвої. Збірник наукових статей.. — К.: Інститут сходознавства ім. А. Ю. Кримського НАН України, 2010. — С. 270—281.
- Кіктенко В. О. Інституційна теорія науки Тобі Хаффа: Ісламський світ, Китай і Захід // China, Korea, Japan: Methodology and Practice of Culture Interpretation. Proceedings of The Second International Conference. — Kyiv-Seoul, 2011. — P. 1-7.
- Кіктенко В. О. Інтелектуальні і соціальні основи китайської науки в концепції Дьорка Бодде // Східний світ. — 2011. — № 4. — С. 19-24.
- Кіктенко В. О. Культурний релятивізм Натана Сівіна: традиційна китайська наука і медицина / В. О. Кіктенко // Китаєзнавчі дослідження. [Збірка наукових праць]. Том 1. — К.: Інститут сходознавства ім. А. Ю. Кримського НАН України, Українська асоціація китаєзнавців, 2011. — С. 88-95.
- Кіктенко В. О. Культурно-історична модель китайської науки Бенджаміна А. Ельмана // Східний світ. — 2011. — № 3. — С. 63-73.
- Кіктенко В. О. Порівняльна епістемологія Джеффрі Ллойда: філософські основи науки і культури (Стародавня Греція та Стародавній Китай) // Мультиверсум. — 2011. — № 8 (106). — С. 56-71.
- Кіктенко В. О. Крайній оріентоцентрізм Джона Хобсона: східні витоки західної науки і цивілізації // Схід та діалог цивілізацій [упорядники: О. Д. Василюк, Н. М. Зуб]. — К.: Інститут сходознавства ім. А. Ю. Кримського НАН України, 2012. — С. 134—140.
- Кіктенко В. О. Подолання методології наукового пізнання Дж. Нідема в нових моделях реконструкції китайської науки й цивілізації // Гуманітарні студії. Збірник наукових праць. — 2012. — Вип. 14. — С. 141—150.
- Кіктенко В. О. Сучасні методологічні підходи до вивчення китайської філософії і науки  // Китаєзнавчі дослідження. Збірка наукових праць. Том 2. — К.: Інститут сходознавства ім. А. Ю. Кримського НАН України, Українська асоціація китаєзнавців, 2012. — С. 4-11.
- Кіктенко В. О. Стратегічне партнерство в зовнішній політиці Китаю (висновки для України) // Сходознавство. — 2012. — № 60. — С. 48-75.
- Кіктенко В. О. Трансформація моделі науково-технічного розвитку КНР // Трансформаційні процеси у країнах Сходу. — Київ: Інститут сходознавства ім. А. Ю. Кримського НАН України, 2012. — С. 57-65.
- Кіктенко В. О. Конфуціанство та/або комунізм: перспективи політичного розвитку Китаю // Східний світ. — 2013. — № 2-3. — С. 160—171.
- Кіктенко В. О. Концепт «стратегічне партнерство» у зовнішній політиці Китаю та пошуки формули міжнародних відносин «нового типу»;  Політичні та економічні складові стратегічного партнерства України та Китаю // Східний вектор стратегічного партнерства України. Аналітична доповідь. — Київ, Інститут сходознавства ім. А. Ю. Кримського НАН України, 2013 р.
- Кіктенко В. О. «Школа Джозефа Нідема»: філософія і методологія досліджень китайської науки і цивілізації: автореф. дис. … д-ра філос. наук : 09.00.05 / Нац. акад. наук України, Ін-т філос. ім. Г С. Сковороди. — К., 2013. — 36 с.
- Кіктенко В. О. Борис Григорович Курц: життєвий та творчий шлях // Курц Б. Г. Східна Європа та Азія: історія торгівлі в XVI — першій половині XX ст. — К.: Інститут сходознавства ім. А. Ю. Кримського НАН України, 2014. — С. 5-42.
- Кіктенко В. О. «Політичне конфуціанство» Цзя Ціна як відмова від західної моделі розвитку // Східний світ. — 2014. — № 2. — C. 131—136.
- Кіктенко В. О. Моральна метафізика Моу Цзунсаня: посткантіанство і неоконфуціанство // Східний світ. — 2014. — № 3. — С. 133—141.
- Кіктенко В. О. Перегляд засад синології і реконструкція китайської культури у поглядах «нових конфуціанців» // Східний світ. — 2014. — № 4. — C. 156—161.
- Кіктенко В. О. Порівняльний аналіз конфуціанства і демократії: спільне, відмінне та можливості взаємодії // Китаєзнавчі дослідження. — 2014. — № 1-2. — C. 5-13.
- Кіктенко В. О. Теорія «мирного піднесення / розвитку» Китаю в політичному та науковому дискурсі // Східний світ. — 2015. — № 1. — C. 125—137.
- Кіктенко В. О. «Китайська загроза» в глобальному контектсті: теорія і реальні виклики / В. О. Кіктенко // Східний світ. — 2015. — № 2. — C. 117—125.
- Кіктенко В. О. «Китайська мрія» як теорія нового етапу модернізації КНР / В. О. Кіктенко // Східний світ. — 2015. — № 3. — C. 106—114.
- Кіктенко В. О. Роль теорії «м'якої сили» в створенні нового образу Китаю // Китаєзнавчі дослідження. — 2015. — № 1-2. — C. 39-50.
- Кіктенко В. О. Від революції до модернізації: стратегія та ідеологія КНР періоду реформ // Східний світ. — 2016. — № 1. — С. 83-93.
- Кіктенко В. О. Сучасна модель російсько-китайських відносин: асиметричне стратегічне партнерство // Східний світ. — 2016. — № 2-3. — C. 24-36.
- Кіктенко В. Про доцільність приєднання України до формату «16+1» (співпраця країн Центральної та Східної Європи) // Круглий стіл «Стан та перспективи розбудови українсько-китайського стратегічного співробітництва». Збірка виступів. — Пекін, 2016. — С.50-62.
- 基克螫科, 維克多。贯中国科学重建的模式：李约蠢在方法论上的 突毓 // 乌克兰研究。第2辑。– 北京：中国社会科学出版社，2016。– 页37-62。
- Кіктенко В. О. Історичний дискурс у традиційному та сучасному Китаї // Східний світ. — 2016. — № 4. — С. 52-64.
- Кіктенко В. О. Філософія американського прагматизму, конфуціанство та китайська модернізація // Китаєзнавчі дослідження. — 2016. — № 1-2. — C. 18-29.
- Кіктенко В. О. Геоекономічне зростання Китаю у сучасному світі. Стенограма наукової доповіді на засіданні Президії НАН України 22 лютого 2017 року // Вісник Національної академії наук України. — 2017. — № 4. — С. 42-60.
- Кіктенко В. О. Дисциплінарні та методологічні особливості науки про Китай // Східний світ. — 2017. — № 4. — С. 46-58.
- Кіктенко В. О. Огляд розвитку філософії науки і техніки в Китаї // Китаєзнавчі дослідження. Збірник наукових праць. — Київ: Інститут сходознавства ім. А. Ю. Кримського НАН України, Українська асоціація китаєзнавців, 2017. — № 1-2. — С. 12-21.
- Гончарук А., Кіктенко В. Відносини Україна — Китай. Квітень-червень 2017 // TRUMAN Index. — 2017. — № 4. — С. 17-24.
- Honcharuk A., Kiktenko V. Ukraine — China Relations. April-June 2017 // TRUMAN Index. — 2017. — № 4. — P. 17-24.
- Гончарук А., Кіктенко В. Відносини Україна — Китай. Липень-жовтень 2017 // TRUMAN Index. — 2017. — № 1(5). — С. 15-22.
- Honcharuk A., Kiktenko V. Ukraine — China Relations. July-October 2017 // TRUMAN Index. — 2017. — № 1(5). — P. 15-22.
- Гончарук А., Кіктенко В. Відносини Україна — Китай. Листопад 2017 — лютий 2018 // TRUMAN Index. — 2018. — № 2(6). — С. 14-19.
- Honcharuk A., Kiktenko V. Ukraine — China Relations. November 2017 — February 2018 // TRUMAN Index. — 2018. — № 2(6). — P. 14-19.
- Гончарук А., Кіктенко В. Відносини Україна — Китай. Березень — червень 2018 // TRUMAN Index. — 2018. — № 3(7). — С. 13-17.
- Кіктенко В. О. Історичні етапи розвитку феноменології в Китаї // Китаєзнавчі дослідження. — 2018. — № 2. — С. 15-34.
- Кіктенко В. О. Огляд історії аналітичної філософії в Китаї (XX — початок XXI століття) // Східний світ. — 2018. — № 2. — С. 17-29.
- Кіктенко В. О. Свідоцтво про нагородження імператорським «Орденом Подвійного дракона»: невідоме джерело з фонду Інституту рукопису Національної бібліотеки україни імені В. І. Вернадського // Східний Світ. — 2018. — № 3. — С. 44-57.
- Кіктенко В. О. Семантика і прагматика концепту ІНІЦІАТИВА «ОДИН ПОЯС, ОДИН ШЛЯХ» // Китаєзнавчі дослідження. — 2018. — № 1. — С. 58-68.
- Кіктенко В. О., Гончарук А. З., Гобова Є. В. 40 років Політики реформ і відкритості Китаю // Вісник НАН України. — 2019. — № 4. — С. 68-82.]
- Кіктенко В. О., Гончарук А. З., Гобова Є. В. 40 років Політики реформ і відкритості Китаю // Вісник НАН України. — 2019. — № 4. — С. 68-82.]
- Кіктенко В. О. «Піднебесна» Чжао Тін'яна: філософський погляд на світовий порядок // Китаєзнавчі дослідження. — 2019. –  № 1. — С. 11-19.
- Кіктенко В. О. Українське китаєзнавство (1991 — початок XXI ст.) // Східний світ. — 2019. — № 4. — С.27-61.
- Кіктенко В. О. Розширення діалектичного матеріалізму в філософії Фен Ці // Китаєзнавчі дослідження. — 2019. –  № 2. — С.5-12.
- Киктенко В. А. Общественные организации, научные и образовательные центры Украины в инициативе «Один пояс, один путь»// 丝绸之路与欧亚的繁荣稳定 / 张恒龙 主编。- 北京：时事出版社，2019. — 页90-113.
- Кіктенко В. О. Ідеологія Комуністичної партії Китаю в період Політики реформ і відкритості: проблема визначення та методологія досліджень // Китаєзнавчі дослідження. – 2020. – №1. – С. 27–36.
- Кіктенко В. О. Теорія Ден Сяопіна: практична філософія та оновлена ідеологія Комуністичної партії Китаю // Східний світ. – 2020. – №3. – С. 25–36.
- Кіктенко В. О. «Потрійне представництво» Цзян Цземіня: інкорпорування неоконсерватизму до марксизм-ленінізму // Китаєзнавчі дослідження. – 2021. – №1. – С. 56–67.
- Кіктенко В. О. “Концепція наукового розвитку” Ху Цзіньтао: ідеологія третьої соціальної трансформації Китаю // Східний світ. – 2021. – №3. – С. 123–134.
- Кіктенко В. О., Дроботюк О. В. Науково-освітнє співробітництво між Україною та КНР у період 2016–2020 рр. // Східний світ. – 2021. – № 4. – C. 33–55.
- Кіктенко В. О. Ідеї Сі Цзіньпіна про соціалізм з китайською специфікою в нову епоху: оновлення офіційної ідеології КПК // Китаєзнавчі дослідження. – 2021. – №4. – С. 5–25.
- Афганістан під владою талібів: виклики та загрози: аналіт. доп. / Є. В. Гобова, С. І. Данилов, В. О. Кіктенко, Д. Марков, І. М. Семиволос, Ю. С. Філь // Інформаційно-аналітичний бюлетень Інституту сходознавства ім. А. Ю. Кримського НАН України. – 2021. – №2. – 24 с.
- Східний вектор зовнішньої політики України (Близький Схід, Південна Азія, КНР) в контексті стратегії національної безпеки: аналіт. доп. / Є. В. Гобова, С. І. Данилов, В. О. Кіктенко, Д. Марков, І. М. Семиволос, Ю. С. Філь // Інформаційно-аналітичний бюлетень Інституту сходознавства ім. А. Ю. Кримського НАН України. – 2021. – №3. – 27 с.